# Daniel Coit Gilman
Pour les articles homonymes, voir Gilman.
Daniel Coit Gilman (né le 6 juillet 1831 à Norwich et mort dans cette même ville le 13 octobre 1908) est un enseignant et président d'université américain.
Gilman joue un rôle déterminant dans la fondation de la Sheffield Scientific School (en) au Yale College et est ensuite le deuxième président de l'université de Californie à Berkeley (1872–1875), le premier président de l'université Johns-Hopkins (1875–1901) et le président fondateur de la Carnegie Institution.
Il est également le cofondateur de la Russell Trust Association, qui gère les affaires commerciales de la société secrète Skull and Bones  de l'université Yale.